# Ptygura crystallina
Ptygura crystallina är en hjuldjursart som först beskrevs av Ehrenberg 1834.  Ptygura crystallina ingår i släktet Ptygura och familjen Flosculariidae. Arten är reproducerande i Sverige. Inga underarter finns listade i Catalogue of Life.